# Dar Chaffai
Dar Chaffai  (in arabo دار الشافعي‎?) è un centro abitato e comune rurale del Marocco situato nella provincia di Settat, regione di Casablanca-Settat. Conta una popolazione di 17 454 abitanti (censimento 2014).